# 倫敦特委法官
倫敦特委法官（英語：Recorder of London）是英國倫敦市的古老司法職位。倫敦特委法官由英國官方根據倫敦市法團的推薦以及大法官的同意而委任。特委法官是英國中央刑事法院資深巡迴法官，即該法院的最高級法官，負責對刑事案件聆訊。特委法官的副手是倫敦助理特委法官，由英國官方根據大法官建議而任命。目前的倫敦特委法官是尼古拉斯·希廉亞德。